# Drosera neocaledonica
Drosera neocaledonica är en sileshårsväxtart som beskrevs av R.Hamet. Drosera neocaledonica ingår i släktet sileshår, och familjen sileshårsväxter.
Artens utbredningsområde är Nya Kaledonien. Inga underarter finns listade i Catalogue of Life.

## Bildgalleri

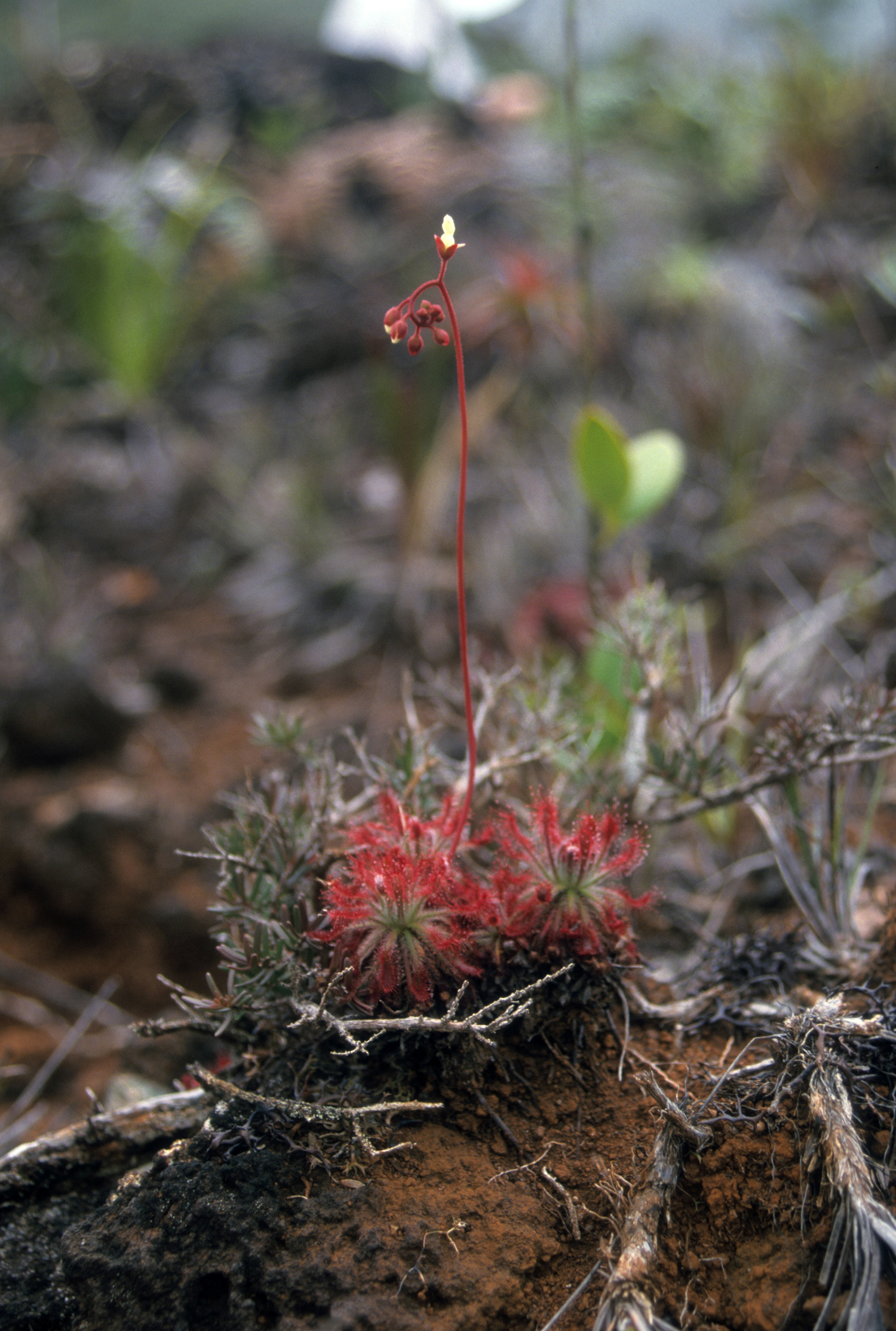
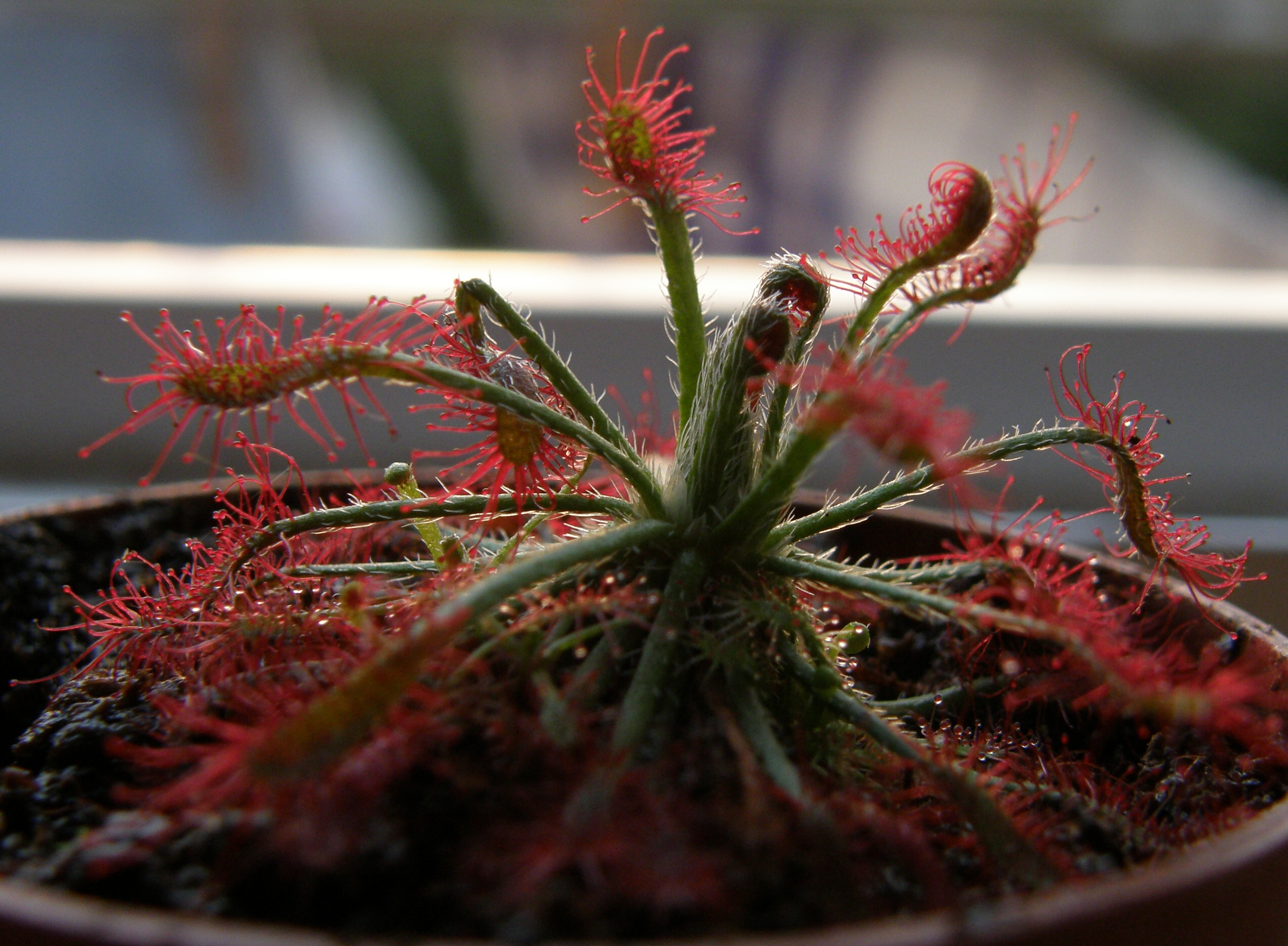
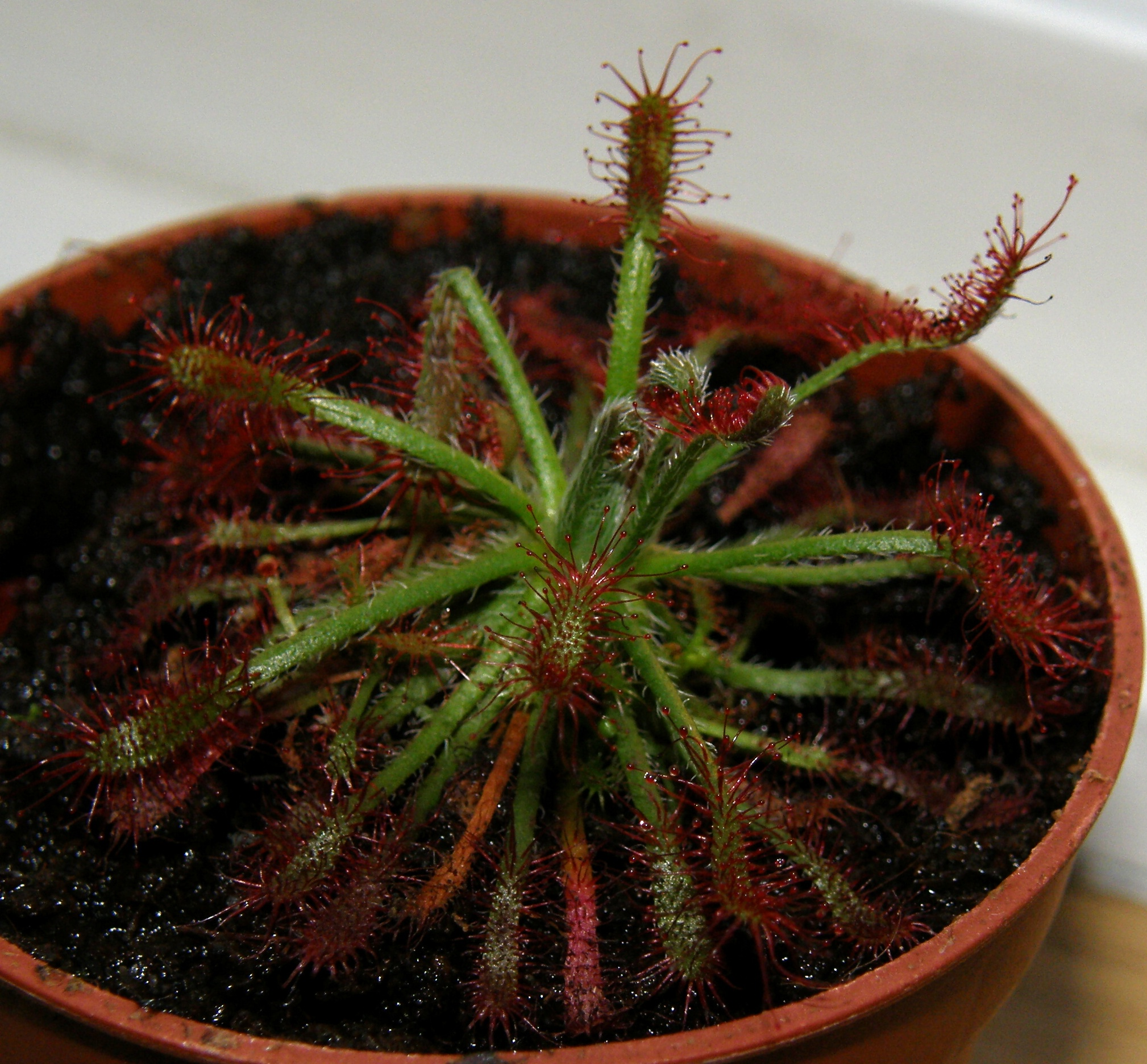
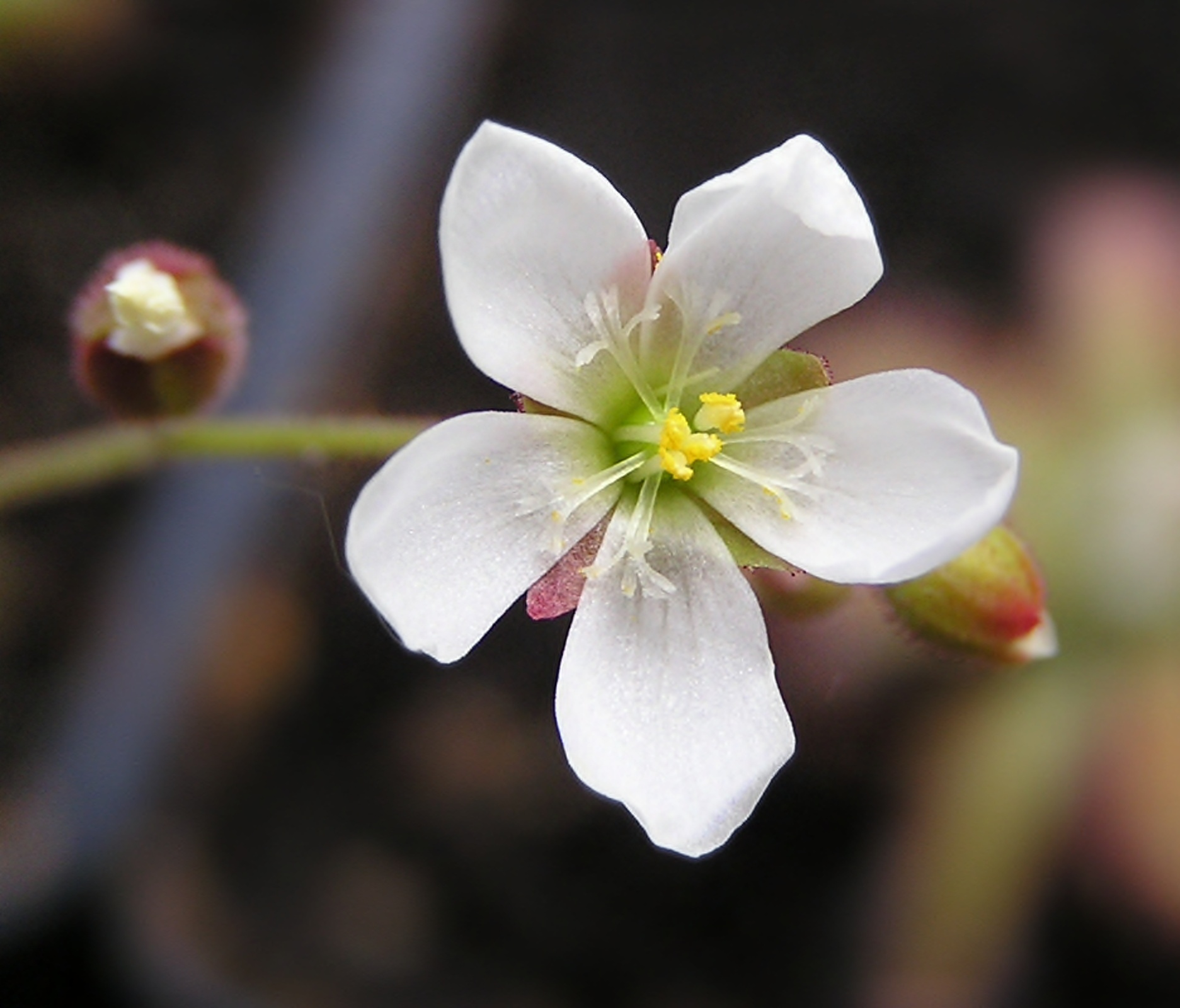